# ماركو أوريليو ريبيرو باربييري
ماركو أوريليو ريبيرو باربييري (27 مارس 1983 بساو باولو في البرازيل - ) هو لاعب كرة قدم برازيلي في مركز الدفاع. لعب مع أريس تسالونيكي وأريس ليماسول وأولمبياكوس نيقوسيا وجمعية بورتوغيزا الرياضية ونادي كورينثيانز ونيا سلاميس فاماغوستا وVeria F.C. ‏ ونادي بانسيريكوس وأونياو ساو جواو ‏ ونادي ريو كلارو فوتيبول وClube Atlético Taquaritinga ‏ وأثنيكس أشنة ‏.

## وصلات خارجية
- ماركو أوريليو ريبيرو باربييري على موقع قاعدة بيانات كرة القدم.إي يو (الإنجليزية)
- ماركو أوريليو ريبيرو باربييري على موقع Soccerway.com (الإنجليزية)
- ماركو أوريليو ريبيرو باربييري على موقع عالم كرة القدم.نت (الإنجليزية)